# Mesosa subtenuefasciata
Mesosa subtenuefasciata es una especie de escarabajo longicornio del género Mesosa, categorizada en la tribu Mesosini, de la subfamilia Lamiinae. Fue descrita por Breuning en 1968.

## Descripción
Mide 16 mm de longitud.

## Distribución
Se distribuye por Laos.